# Тірумала Наяка
Тірумала Наяка (1623–1659) — правитель династії Мадурай Наяк у 17 столітті. Він правив Мадураєм між 1623 і 1659 роками нашої ери. Його внесок можна знайти в багатьох будівлях і храмах Мадураю. Його королівство перебувало під постійною загрозою з боку армій султанату Біджапур та інших сусідніх мусульманських королівств, які йому вдалося успішно відбити. Його території охоплювали більшу частину старих територій Пандья, які включали райони Коїмбатор, Тірунелвелі, Мадурай, Арагалур на півдні Таміл Наду та деякі території королівства Траванкор.
Тірумала Наяка був великим покровителем мистецтва та архітектури, і дравідійська архітектура перетворилася на мадурайський стиль. Він перебудував і відремонтував ряд старих храмів періоду Пандья. Його палац, відомий як палац Тірумала Наяка, є видатним архітектурним шедевром.

## Мадурай Тірумала Наяка

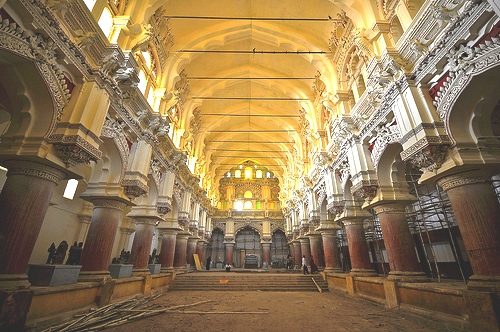
Танцювальний зал Тірумалай Наяккар Махал

Мадурай був столицею Тірумала Наяки. Його попередник переніс королівську резиденцію до Тіручірапаллі, але Тірумала Наяка повернув її назад до Мадурай. Хоча стверджується, що причиною цього був сон Тірумали Наяки, історики зазначають, що Мадурай має довгу історію і цивілізувався протягом століть, тоді як Тіручірапаллі знаходиться під загрозою нападу Майсура. 

## Особисте життя

### Палкий подвижник
Тірумала Наяка з’їдав свій сніданок лише після того, як у храмі Шрівілліпутур Аандал було здійснено пуджу. Щоб отримати інформацію про те, що пуджа завершена, король побудував мандапи приблизно кожні п’ять кілометрів на шляху від Мадурая до Шрівілліпутура та встановив у них гучні дзвони. Кожен мандап також мав маленьку кухню. Коли було повідомлення, яке потрібно було надіслати, били у дзвони. 